# Saint-Félix (Oise)
Saint-Félix é uma comuna francesa na região administrativa de Altos da França, no departamento de Oise. Estende-se por uma área de 5,13 km². Em 2010 a comuna tinha 642 habitantes (densidade: 125,1 hab./km²).